# Bardolino novello
Il Bardolino Novello è un vino DOC la cui produzione è consentita nella provincia di Verona.

## Caratteristiche organolettiche
- colore: rosso rubino chiaro.
- odore: vinoso intenso fruttato.
- sapore: asciutto, sapido leggermente acidulo, talvolta leggermente frizzante.

## Produzione
Provincia, stagione, volume in ettolitri
- nessun dato disponibile